# 'Eueiki
'Eueiki es una localidad del distrito de Lapaha, en Tonga. Tiene una población de 63 habitantes en 2021.